# Lothar Franz Walter
Lothar Franz Walter, auch Walther, (* um 1656; † 18. April 1733 in Wien) war ein österreichischer Orgelbauer.

## Leben
Walter wurde um 1656 geboren. Am 13. Juli 1696 legte er in Wien den Bürgereid ab. Er wurde am 2. Mai 1703 als Nachfolger von Ferdinand Niederhauser „Calcant und Orgelmacher“ des Wiener Hofes.
Er galt im Vergleich mit seinen Mitbewerbern um diese Position als deutlich überlegen. In seinem Bewerbungsschreiben hob Walter besonders seine Arbeiten für Kirchen hervor.
Walter war verheiratet. Seine Ehefrau starb 1722 im Alter von 30 Jahren an Gallenfieber. Von den Kindern erreichten seine Söhne Johann Peter und Franz Jacob nicht das erste Lebensjahr und die Tochter Anna Barbara starb im Alter von fünf Jahren. Die Söhne Johann Jacob und Elisabeth Teresia überlebten ihren Vater. Als dieser 1733 starb, waren sie 11 beziehungsweise 15 Jahre alt.
Die Orgelbautradition wurde durch seinen Gesellen Joseph Wibl und von J. Leydecker weitergeführt, der auch als Vormund der Kinder fungierte. Walter war vorwiegend als Orgelbauer bekannt, doch er stellte auch andere Tasteninstrumente her. Seine Signatur lautete: „Walter.fecit.i703/Viena“.